# Анеля Ашперґерова
Анеля Камінська (у шлюбі Ашперґерова; пол. Aniela Aszpergerowa; 29 листопада 1816, Варшава — 27 січня 1902, Львів) — польська акторка. Дружина актора Войцеха Ашпергера; свекруха Адама Ґілгуда, прабабуся англійського актора Джона Ґілгуда.

## Біографія
Народилася 29 листопада 1816 року у місті Варшаві (нині Польща) у сім'ї Стефана Камінського та Марії з Васінських. Кар'єру розпочала у Варшаві, дебютувавши на сцені варшавського урядового театру навесні 1835 року і до 1838 року виступала під дошлюбним прізвищем. 30 березня того ж року дебютувала в ролі Людвіки («Ревниві в коханні») була задіяна на сцені театру естради. Грала також на сцені театрів Вільно (1836—1840) та Мінська (1837—1839).
Протягом 1842—1896 років була пов'язана з львівською театральною сценою. Виступала на сцені театру Скарбковського під час його урочистого відкриття в 1842 році, граючи роль Анелі в «Дівочих обітницях» Александера Фредра. За свою патріотичну діяльність у 1864 році була заарештована і засуджена до одного року ув'язнення. У Львові користувалася великим визнанням і популярністю. У 1900 році, під час останньої вистави в цьому театрі, сиділа в одній з лож як почесна гостя.
Померла 27 січня 1902 року у Львові. Її похорон на Личаківському цвинтарі став великою маніфестацією.

## Ролі

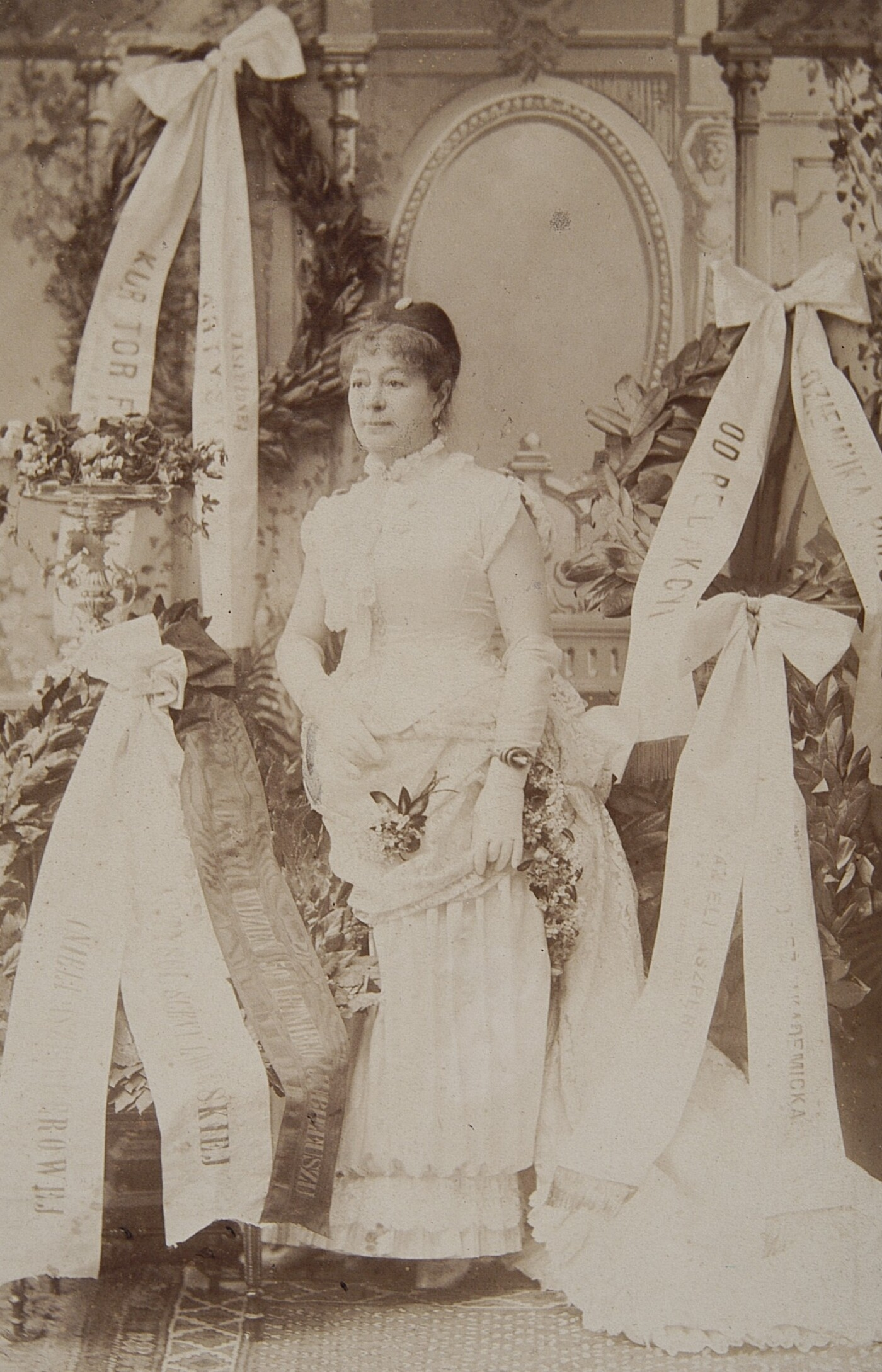
1884 рік

Була різноплановою акторкою — в її репертуарі були і мелодраматичні, і комедійні, і сучасні ролі. Спочатку їй довіряли ролі нерозлучників, пізніше — трагічні ролі. Виконала ролі:
- Офелія, місіс Пейдж (Гамлет, Віндзорські насмішниці Вільяма Шекспіра);
- Вдова («Баладина» Юліуша Словацького);
- Анеля, Клара («Дівочі обітниці» Александера Фредра);
- Емілія («Емілія Галотті» Готгольда Лессінга);
- Луїза («Підступність і кохання» Фрідріха Шиллера).